# Ichirin no Hana
"Ichirin no Hana" (一輪の花) é um single lançado pela banda japonesa High and Mighty Color em 11 de janeiro de 2006. A faixa-título é tema de abertura do anime Bleach.

## Recepção
Alcançou a segunda posição na Oricon Singles Chart e se manteve na parada por 14 semanas, tornando-se o segundo single mais bem sucedido do grupo, ultrapassando o sucesso anterior "Over". Na parada da Tower Records de singles de pop e rock japoneses, ficou em oitavo lugar. No mês de lançamento, foi certificado disco de ouro pela RIAJ por vender mais de 100 mil cópias.
O CD Journal elogiou a canção, descrevendo-a como "pesada, técnica e melódica", além de mencionar os vocais agressivos e o rap pesado. A canção conta com guitarra de sete cordas, baixo de cinco cordas, bumbo duplo e vocais masculino e feminino.

## Faixas
1. "Ichirin no Hana" – 3:40
2. "Warped Reflection" – 4:07
3. "Ichirin no Hana ~Huge Hollow Mix~" (remixed by DT of NATM3) – 4:37
4. "Ichirin no Hana (Less Vocal Track)" – 3:40